# Причтовський
Причтовський (рос. Причтовский)  — хутір Майкопського району Адигеї Росії. Входить до складу Побєденського сільського поселення.
Населення —  390 осіб (2015 рік). 